# Monaster Glavacioc
Monaster Glavacioc (rum: Mănăstirea Glavacioc) – żeński rumuński klasztor prawosławny położony w Glavacioc, w okręgu Ardżesz, w Rumunii..
Klasztor jest wpisany na listę obiektów zabytkowych pod numerem AG-II-a-A-13695.